# ヤツワクガビル
ヤツワクガビル Orobdella octonaria Oka は、ヒルの1種。和名は八輪陸蛭の意であり、陸生で後述の様に1つの体節が8つの体環に分かたれていることに由来する。大型で30センチメートルにも達し、ミミズを丸のみして捕食する。

## 特徴
体はやや扁平な円柱形をなし、後端近くが特に平らになっている。長さは100ミリメートル程度だが、300ミリメートルに達する例がある。前吸盤は大きく、その長さは第6体環までを占めている。口はとても幅広くなっている。他の分類群のヒルで体液を吸うのに用いられる顎と牙は欠いている。後吸盤は小さく、完全に退化する個体もある。肛門は後吸盤の背面側、最後の体環よりほんの少しだけ後ろに開く。
体環の幅はすべて同じようで、1つの体節には8つの体環がある。眼は1対、体の背面最前端、第2体環上の両側にある。
体色は背面中央が濃緑色で、両縁沿いが黄色、また腹面は全体に橙黄色をしている。

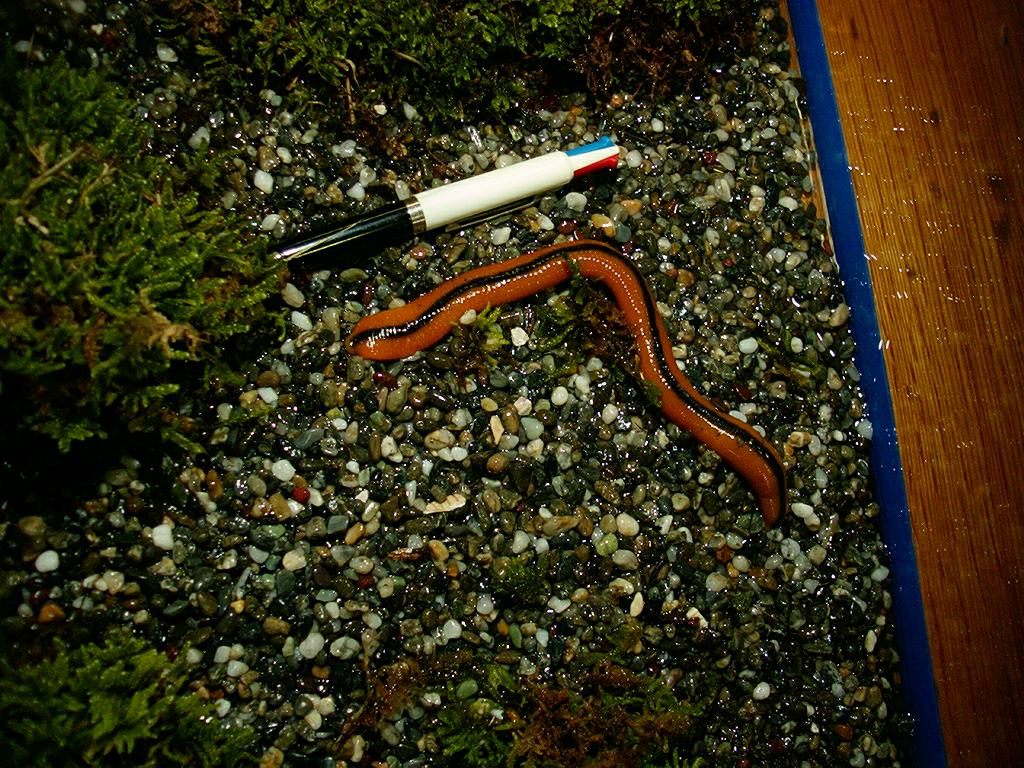
やや伸びた状態
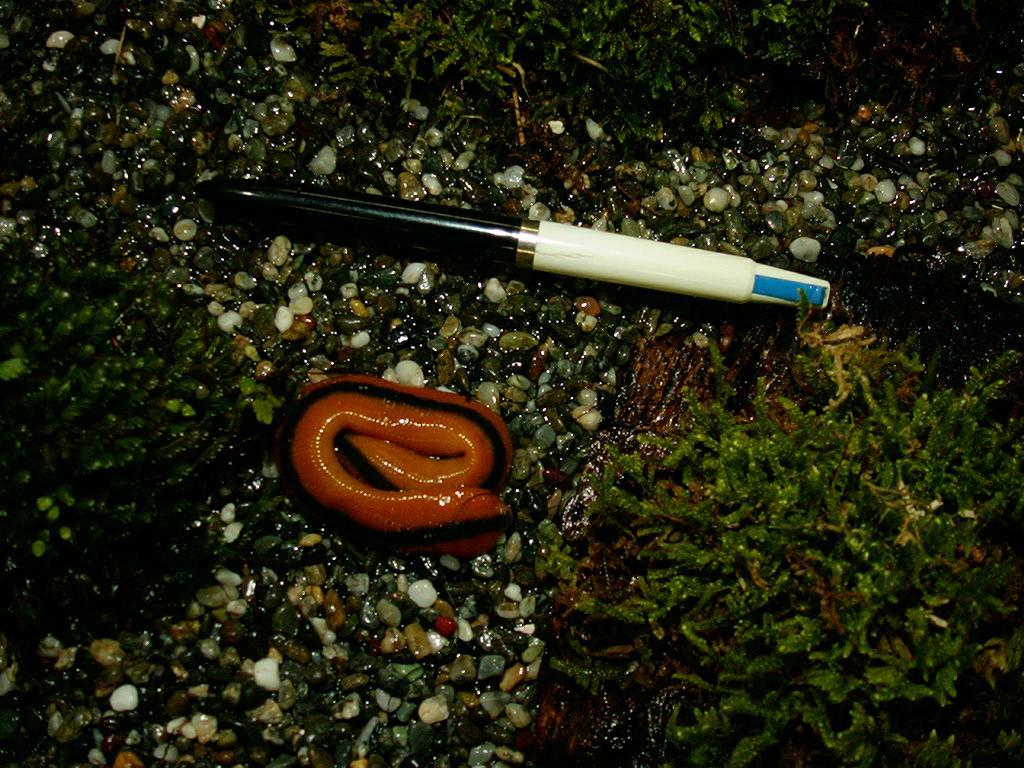
丸まった状態
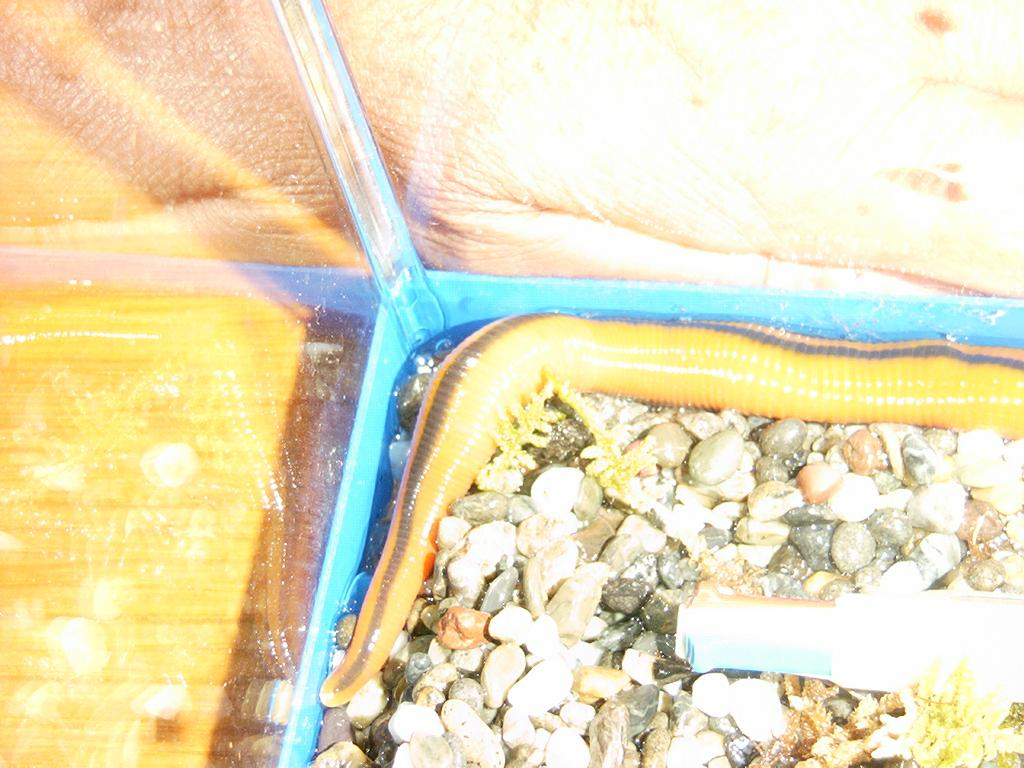
体の前端

## 分布
本州中部（関東甲信東海、北陸、紀伊半島）に分布する。

## 習性など
湿った場所に住み、ミミズを捕食する。大きなミミズでも丸飲みにし、特に本種とほぼ同大になる大型のミミズであるシーボルトミミズを丸飲みにするのが目撃されている。動きはとても速い。
また北海道では同じクガビル科のカワカツクガビルがミミズではなく外来種のマダラコウラナメクジを捕食する例が確認されている。

## 利害
実質的な利害は何もない。大きさと色などの点でしばしば強く気味悪がられる。梅谷編(1994)では、「雨の山道でこのヒルを見かけ、ゾッとした経験を持つ人も少なくないであろう」と記されている。
ただし、和歌山県の話では滅多に見つからないと記されている一方、トンネル工事現場でセメントにやられたらしいこのヒルが複数見つかり、見つかりにくいが意外に数多いかもしれないとも記されている。